# Liste von Kraftwerken in Taiwan
Die Kraftwerke in Taiwan werden sowohl auf einer Karte als auch in Tabellen (mit Kennzahlen) dargestellt. Die Liste ist nicht vollständig.

## Installierte Leistung und Jahreserzeugung
Laut CIA verfügte Taiwan im Jahr 2020 über eine (geschätzte) installierte Leistung von 57,738 GW; der Stromverbrauch lag bei 269,57 Mrd. kWh. Taiwan war 2020 bzgl. der Stromerzeugung autark; weder importierte noch exportierte das Land Elektrizität. Die installierte Leistung des staatlichen Stromversorgers Taipower lag Ende 2021 bei 51.155 MW.
Die installierte Leistung aller Kraftwerke in Taiwan betrug 2014 41.181 MW, davon entfielen auf Taipower 31.968 MW und der Rest auf unabhängige Stromerzeuger. Der Kraftwerkspark von Taipower bestand 2014 aus Gaskraftwerken (10.607 MW bzw. 25,8 %), Kohlekraftwerken (8.200 MW bzw. 19,9 %), Kernkraftwerken (5.144 MW bzw. 12,5 %), Ölkraftwerken (3.325 MW bzw. 8,1 %), Pumpspeicherkraftwerken (2.602 MW bzw. 6,3 %) sowie aus erneuerbaren Energien (2.089 MW bzw. 5,1 %). Die installierte Leistung der unabhängigen Stromerzeuger lag bei 9.214 MW (22,4 %) und besteht überwiegend aus Kohle- und Gaskraftwerken.
2014 wurden durch Taipower 164,194 Mrd. kWh produziert, davon durch Kohlekraftwerke 60,424 Mrd. (28,3 %), durch Gaskraftwerke 50,243 Mrd. (23,5 %), durch Kernkraftwerke 40,079 Mrd. (18,8 %), durch Pumpspeicherkraftwerke 3,174 Mrd. (1,5 %), durch Ölkraftwerke 4,970 Mrd. (2,3 %) und durch erneuerbare Energien 5,304 Mrd. (2,5 %). Durch die unabhängigen Stromerzeuger wurden weitere 49,235 Mrd. kWh (23,1 %) erzeugt.

## Karte
| Chiahui |

| Chin Shan |

| Datan |

| Deji |

| Feicui |

| Formosa |

| Haifu |

| Ho-Ping |

| Hsieh-Ho |

| Hsinta |

| Hsin Tao |

| Kukuan |

| Kuo Kuang |

| Kuosheng |

| Linkou |

| Lungmen |

| Ma'an |

| Maanshan |

| Mailiao |

| Minghu |

| Mingtan |

| Nanpu |

| Shimen |

| Star Buck |

| Star Energy |

| Sun ba |

| Taichung |

| Talin |

| Tienlun |

| Tsengwen |

| Tunghsiao |

| Wushoh |

## Kernkraftwerke
Die Kernenergie hatte 2011 einen Anteil von 19 Prozent an der Gesamtstromerzeugung; laut IAEA lag der Anteil 2018 bei 11,43 %.
| Name      | Block | Reaktor- typ | Modell | Status      | Leistung [MWe] | Leistung [MWe] | Therm. Leistung [MWt] | Bau- beginn | Erste Kritikalität | Erste Netz- synchro- nisation | Kommer- zieller Betrieb (geplant) | Abschal- tung (geplant) | Ein- spei- sung [TWh] |
| Name      | Block | Reaktor- typ | Modell | Status      | Netto          | Brutto         | Therm. Leistung [MWt] | Bau- beginn | Erste Kritikalität | Erste Netz- synchro- nisation | Kommer- zieller Betrieb (geplant) | Abschal- tung (geplant) | Ein- spei- sung [TWh] |
| --------- | ----- | ------------ | ------ | ----------- | -------------- | -------------- | --------------------- | ----------- | ------------------ | ----------------------------- | --------------------------------- | ----------------------- | --------------------- |
| Chin Shan | 1     | BWR          | BWR-4  | Stillgelegt | 604            | 636            | 1840                  | 02.06.1972  | 16.10.1977         | 16.11.1977                    | 10.12.1978                        | 06.12.2018              | 155,05                |
| Chin Shan | 2     | BWR          | BWR-4  | Stillgelegt | 604            | 636            | 1840                  | 07.12.1973  | 09.11.1978         | 19.12.1978                    | 15.07.1979                        | 16.07.2019              | 167,36                |
| Kuosheng  | 1     | BWR          | BWR-6  | Stillgelegt | 985 (948)      | 985            | 2894                  | 19.11.1975  | 01.02.1981         | 21.05.1981                    | 28.12.1981                        | 28.12.2021              | 270,95                |
| Kuosheng  | 2     | BWR          | BWR-6  | Stillgelegt | 985            | 985            | 2894                  | 15.03.1976  | 26.03.1982         | 29.06.1982                    | 16.03.1983                        | 15.03.2023              | 266,07                |
| Lungmen   | 1     | BWR          | ABWR   | Eingestellt | 1300           | 1350           | –                     | 31.03.1999  | –                  | –                             | –                                 | –                       | –                     |
| Lungmen   | 2     | BWR          | ABWR   | Eingestellt | 1300           | 1350           | –                     | 30.08.1999  | –                  | –                             | –                                 | –                       | –                     |
| Maanshan  | 1     | PWR          | WH 3LP | Stillgelegt | 936            | 951            | 2822                  | 21.08.1978  | 30.03.1984         | 09.05.1984                    | 27.07.1984                        | 28.07.2024              | 262,21                |
| Maanshan  | 2     | PWR          | WH 3LP | In Betrieb  | 938            | 951            | 2822                  | 21.02.1979  | 01.02.1985         | 25.02.1985                    | 18.05.1985                        | –                       | 263,90                |

1. 1 2  BWR-4 (Mark 1)
2. 1 2  Die Daten stammen aus der de.wp, nicht von der IAEA.
3. ↑  Die Inbetriebnahme des Blocks wurde 2014 eingestellt und der Block ging nicht in Betrieb.
4. ↑  Der Bau des Blocks wurde 2014 eingestellt und der Block ging nicht in Betrieb.
5. 1 2  WH 3LP (WE 312)

## Wärmekraftwerke
| Name        | Block    | Inst. Leistung (MW) | Typ / Brennstoff | Status      | Anmerkung                                                                             |
| ----------- | -------- | ------------------- | ---------------- | ----------- | ------------------------------------------------------------------------------------- |
| Chiahui     | 1 bis 2  | 1210                | GuD / Erdgas     | in Betrieb  | 1 × 700 MW; 1 × 510 MW                                                                |
| Datan       | 1 bis 9  | 4984,2              | GuD / Erdgas     | in Betrieb  | 2 × 742,7 MW; 4 × 724,7 MW; 1 × 600 MW (wird auf 913 MW erweitert); 2 × 1120 (in Bau) |
| Haifu       | 1 bis 2  | 960                 | Erdgas           | in Betrieb  | 2 × 480 MW                                                                            |
| Ho-Ping     | 1 bis 2  | 1320                | Kohle            | in Betrieb  | 2 × 660 MW                                                                            |
| Hsieh-Ho    | 1 bis 2  | 1000                | Schweröl         | stillgelegt | 2 × 500 MW; beide Blöcke wurden am 31. Dezember 2019 stillgelegt                      |
| Hsieh-Ho    | 3 bis 4  | 1000                | Schweröl         | in Betrieb  | 2 × 500 MW                                                                            |
| Hsin Tao    |          | 630                 | Erdgas           | in Betrieb  |                                                                                       |
| Hsinta      | 1 bis 4  | 2100                | Kohle            | in Betrieb  | 2 × 500 MW; 2 × 550 MW                                                                |
| Hsinta      | 5 bis 9  | 2225,95             | GuD / Erdgas     | in Betrieb  | 5 × 445,19 MW                                                                         |
| Kuo Kuang   |          | 480                 | Erdgas           | in Betrieb  |                                                                                       |
| Linkou      | 1 bis 3  | 2400                | Kohle            | in Betrieb  | 3 × 800 MW                                                                            |
| Mailiao     | 1 bis 7  | 4200                | Kohle            | in Betrieb  | 7 × 600 MW                                                                            |
| Nanpu       | 1 bis 4  | 1117,8              | GuD / Erdgas     | in Betrieb  | 3 × 288,8 MW; 1 × 251,4 MW                                                            |
| Star Buck   |          | 490                 | Erdgas           | in Betrieb  |                                                                                       |
| Star Energy |          | 496,9               | Erdgas           | in Betrieb  |                                                                                       |
| Sun ba      |          | 980                 | Erdgas           | in Betrieb  |                                                                                       |
| Taichung    | 1 bis 10 | 5500                | Kohle            | in Betrieb  | 10 × 550 MW                                                                           |
| Taichung    | 1 bis 4  | 280                 | GT / Diesel      | in Betrieb  | 4 × 70 MW                                                                             |
| Talin       | 1 bis 2  | 1600                | Kohle            | in Betrieb  | 2 × 800 MW                                                                            |
| Talin       | 3 bis 4  | 750                 | Schweröl         | stillgelegt | 2 × 375 MW; beide Blöcke wurden am 3. November 2017 stillgelegt                       |
| Talin       | 5 bis 6  | 1000                | Erdgas           | in Betrieb  | 2 × 500 MW                                                                            |
| Tunghsiao   | 1 bis 6  | 3771                | GuD / Erdgas     | in Betrieb  | 3 × 892,6 MW; 2 × 386 MW; 1 × 321,2 MW                                                |

## Wasserkraftwerke
| Name des Kraftwerks | Inst. Leistung (MW) | Fluss     | Status     |
| ------------------- | ------------------- | --------- | ---------- |
| Deji                | 234                 | Dajia     | in Betrieb |
| Feicui              | 70                  | Beishi    | in Betrieb |
| Kukuan              | 180                 | Dajia     | in Betrieb |
| Ma'an               | 133                 | Dajia     | in Betrieb |
| Minghu              | 1.008               | Shuili Xi | in Betrieb |
| Mingtan             | 1.602               | Shuili Xi | in Betrieb |
| Shimen              | 90                  | Dahan     | in Betrieb |
| Tienlun             | 195                 | Dajia     | in Betrieb |
| Tsengwen            | 50                  | Tsengwen  | in Betrieb |
| Wushoh              | 40                  | Zhuoshui  | in Betrieb |

1. 1 2  Es handelt sich um ein Pumpspeicherkraftwerk.

## Windparks
Laut The Wind Power waren in Taiwan Ende 2021 Windkraftanlagen (WKA) mit einer Gesamtleistung von 854 MW erfasst (in Betrieb, in Bau oder geplant).

### Onshore
| Name des Windparks | Inst. Leistung (MW) | Anzahl | Status     |
| ------------------ | ------------------- | ------ | ---------- |
| Changbin I         | 75,9                | 33     | in Betrieb |
| Guanyin            | 48,3                | 21     | in Betrieb |
| Miaoli             | 50                  | 25     | in Betrieb |
| Taichung I         | 46                  | 20     | in Betrieb |
| Wind 1             | 100,8               |        | in Betrieb |

### Offshore
| Name    | Inst. Leistung (MW) | Anzahl | Status     | Anmerkung                           |
| ------- | ------------------- | ------ | ---------- | ----------------------------------- |
| Formosa | 8 / 120             | 2 / 20 | in Betrieb | Phase 1 in Betrieb; Phase 2 geplant |
| Yunlin  | 640                 | 80     | in Bau     | 80 × 8 MW                           |